# Kelly Clarkson: Invincible
Kelly Clarkson: Invincible è il primo residency show della cantante Kelly Clarkson. Si svolgerà presso lo Zappos Theatre del Planet Hollywood di Las Vegas.

## Storia
La cantante annunciò lo show durante una puntata del suo programma televisivo The Kelly Clarkson Show, dopo aver eseguito nelle puntate precedenti delle sue canzoni e cover di altri artisti. Live Nation rivelò inoltre che il residency avrebbe avuto 16 date tra aprile e settembre del 2020 divise in tre legs e che, così come nel precedente Meaning of Life Tour (2019), ci sarebbe stato un piccolo bar nel teatro del Planet Hollywood, a un lato del palco.

## Date
| Date              | Biglietti venduti/Biglietti disponibili | Incasso     |
| Prima Tappa       | Prima Tappa                             | Prima Tappa |
| ----------------- | --------------------------------------- | ----------- |
| 1 aprile 2020     | -                                       | -           |
| 3 aprile 2020     | -                                       | -           |
| 4 aprile 2020     | -                                       | -           |
| 10 aprile 2020    | -                                       | -           |
| 11 aprile 2020    | -                                       | -           |
| Seconda Tappa     |                                         |             |
| 29 luglio 2020    | -                                       | -           |
| 31 luglio 2020    | -                                       | -           |
| 1 agosto 2020     | -                                       | -           |
| 5 agosto 2020     | -                                       | -           |
| 7 agosto 2020     | -                                       | -           |
| 8 agosto 2020     | -                                       | -           |
| Terza Tappa       |                                         |             |
| 18 settembre 2020 | -                                       | -           |
| 19 settembre 2020 | -                                       | -           |
| 23 settembre 2020 | -                                       | -           |
| 25 settembre 2020 | -                                       | -           |
| 26 settembre 2020 | -                                       | -           |